# Печковский, Николай Константинович
Никола́й Константи́нович Печко́вский (1 [13] января 1896, Москва — 24 ноября 1966, Ленинград) — русский советский оперный певец (лирико-драматический тенор). Народный артист РСФСР (1939).

## Биография

### Детство
Николай Константинович Печковский родился в Москве в новогоднюю ночь с 1895 на 1896 год (13 января 1896 г. по н. ст.) в семье инженера Константина Михайловича Печковского, принадлежавшего к небогатой ветви древнего дворянского рода и служившего в последние годы жизни на одной из железных дорог, и его жены Елизаветы Тимофеевны. Он был третьим ребёнком (старшие братья — Михаил и Евгений) и, по его собственным воспоминаниям, не слишком желанным — семья уже испытывала материальные затруднения. В 1897 г. отец умер от скоротечной чахотки (Похоронен в Москве на Миусском кладбище вместе со своими младшими детьми — Константином и Антоиной). По семейному преданию, он, не вынеся тягот жизни, покончил с собой. Матери пришлось поступить на работу, оставляя братьев на попечение прислуги. Учился в городском реальном училище, там же началось приобщение его и братьев к театральному искусству. Ставили любительские спектакли, причём для первого из них Николай сам сочинил пьесу-драму под названием «Сила любви». С 14-летнего возраста начал выходить статистом или в маленьких ролях на профессиональную сцену в спектаклях, шедших в Сергиевском Народном доме с участием артистов Малого и Художественного театров, имена которых на афишах не указывались — актёры императорских театров не имели права выступать на частных сценах, поэтому их фамилии обозначались «звёздочками». От них он получал свои первые сценические знания.

### Начало творческой деятельности
Окончив в 1913 году училище, поступил в драматическую труппу Вейхеля, работавшую в Летнем саду Москвы. Одновременно продолжал выступать в Народном доме, там же исполнением ролей «с пением» началась его певческая карьера. Недолго занимался вокалом с бывшим солистом Большого театра Л. Д. Донским, поскольку с началом войны был призван в армию. В 1916 году после контузии приехал в Москву, но уже в следующем году после февральской революции снова был отправлен на военную службу. До фронта, однако, не добрался, вернулся в Москву и был принят в оперную труппу того же Народного дома. Исполнил партии Синодала в «Демоне» А. Г. Рубинштейна, Андрея в «Мазепе» П. И. Чайковского, но из-за разногласий с руководством покинул труппу. Выступал с концертами в военных округах.

### Москва
В октябре 1920 года по рекомендации генерала А. А. Брусилова Печковский встретился с наркомом просвещения А. В. Луначарским, который, в свою очередь, дал ему рекомендательное письмо в Большой театр, но принят не был. Очень недолго прослужив в студии В. И. Немировича-Данченко при МХТ и в оперной студии И. М. Лапицкого, по приглашению К. С. Станиславского поступил в его оперную студию, где в течение двух лет получил хорошую подготовку оперного и драматического артиста (проходил обучение актёрскому мастерству под руководством Н. В. Демидова).
В 1922 году был принят и в оперную студию Большого театра, подготовил и с успехом исполнил 23 апреля 1923 года партию Германа в «Пиковой даме» Чайковского. В составе оперной студии К. С. Станиславского побывал на гастролях в Петрограде, пел в консерватории в операх «Вертер» Массне и «Евгений Онегин» Чайковского. В том же году дважды ездил с выступлениями в Одессу, где познакомился со своей будущей женой Таисией Александровной Николаевой, студенткой Одесской консерватории (они поженились в 1928 году).

### Концертная деятельность
Начав свои выступления в концертах с исполнения оперных арий, Печковский со временем стал всё чаще обращаться к романсам, песням и камерным произведениям русских и западных композиторов, подходя к работе над ними так же серьёзно, как и к оперным произведениям, чему во многом способствовало его пребывание в студии К. С. Станиславского. Обширный репертуар певца включал романсы Чайковского («Страшная минута», «Слеза дрожит», «Ночь», «Забыть так скоро», «Хотел бы в единое слово», «Растворил я окно»), Рахманинова («Отрывок из Мюссе», «Проходит всё, и нет к нему возврата», «Как мне больно», «Я опять одинок», «О нет, молю, не уходи», «Я был у ней», «В молчаньи ночи тайной», «Не пой, красавица, при мне»), Римского-Корсакова («Октава», «Не ветер, вея с высоты», «Пленившись розой, соловей», «Звонче жаворонка песня…»), Аренского («Разбитая ваза», «Угаснул день»), Шуберта (« Ночь уносит…», «Двойник», «Пение на водах»), Брамса («Ода к Сапфо», «Воскресное утро»), Листа («Должна быть сильна та любовь», «Сон Петрарки») и многие другие.

### Ленинград
Осенью 1924 года Управляющий академическими театрами РСФСР И. В. Экскузович предложил Печковскому работу в Ленинградском театре оперы и балета, причём контракт предусматривал, что он должен в каждом сезоне петь и в Москве. Исполнял партии в операх Верди: Альфреда в «Травиате», Ричарда в «Бал-маскараде», Манрико в «Трубадуре», Фердинанда в «Луизе Миллер» (по трагедии Шиллера «Коварство и любовь») и Радамеса в «Аиде»; Германа в «Пиковой даме» Чайковского, Ромео в «Ромео и Джульетте» Гуно, Каварадосси в «Тоске» Пуччини (первое выступление на сцене Малого оперного театра), Хозе в «Кармен» Бизе, Канио в «Паяцах» Леонкавалло, Синодала в «Демоне» Рубинштейна, Самозванца в «Борисе Годунове», Голицына в «Хованщине», Логе в «Золоте Рейна» Вагнера и другие. Участвовал и в произведениях советских композиторов — исполнял партии Анненкова в опере Ю. А. Шапорина «Декабристы» (1925), поставленной к столетию восстания декабристов, и Лёньки в опере Т. Н. Хренникова «В бурю» (1939). В 1928 году побывал для совершенствования своей вокальной техники в Италии. В конце каждого сезона вплоть до 1931 года приезжал на гастроли в Большой театр.
15 марта 1933 года спектаклем «Евгений Онегин» в Ленинграде было отмечено 15-летие сценической деятельности Печковского. Ему было присвоено звание заслуженного артиста Республики.
В марте 1939 года в связи с 25-летием творческой деятельности Н. К. Печковский был награждён орденом Ленина «за выдающиеся достижения в развитии оперного искусства». Днём позже в «Известиях» был опубликован Указ Президиума ВС РСФСР о присвоении ему звания народного артиста РСФСР. К своей юбилейной дате заново поставил оперу «Отелло» Верди, в которой исполнил заглавную партию.
К концу 1930-х большой труппе Кировского театра стало «тесно» на одной сцене, в связи с чем было принято решение об организации филиала театра. Печковский приложил много сил для его создания, и в 1940 году приказом Главного управления театров от 5 июля 1940 года он был назначен художественным руководителем Филиала Ленинградского государственного театра оперы и балета имени С. М. Кирова по совместительству. За год с небольшим им были поставлены оперы «Дубровский» и «Фауст», возобновлены оперы «Пиковая дама», «Кармен» и «Паяцы». С основной сцены были перенесены оперы «Лакме» Делиба и «Русалка» Даргомыжского.
Театральный сезон 1940—1941 года закончился в мае. 1 мая газета «За советское искусство» напечатала статью «Мастер оперной сцены», посвящённую Печковскому. 12 мая та же газета отмечала: "На днях н. а. РСФСР Н. Печковский в 400-й раз выступил в роли Германа в опере П. Чайковского «Пиковая дама». 6 мая на сцене Филиала он исполнил партию Дубровского, 11 мая — Хозе, 12 мая — Канио. На основной сцене 9 мая вышел в роли Отелло, 15 мая — Германа. 18 мая Печковский навсегда простился со сценой Мариинского—Кировского театра, исполнив партию Синодала, в которой он дебютировал ещё в 1918 году. 31 мая в Киеве спел партию Томского в «Пиковой даме» вместе с выдающимся украинским оперным певцом-басом Борисом Гмырей, высоко оценившим мастерство Печковского. Дальнейшие планы нарушила война.

### 1941—1944
Летом 1941 года, с началом войны и быстрым приближением фронта к Ленинграду театр стал готовиться к эвакуации. В августе Печковский получил разрешение съездить в посёлок Карташевская (примерно в 55 км к югу от города), чтобы привезти жившую там на даче мать. Через несколько часов после его приезда немцам удалось прорвать фронт, и Карташевская оказалась в их тылу. Всякая связь с Ленинградом прекратилась. Когда надежда на скорое освобождение не оправдалась, а продукты закончились, певец был вынужден находить средства для существования единственно возможным для него способом — пением. Сначала он выступал перед местным населением, затем, когда о его нахождении на оккупированной территории стало известно немецким властям, он перешел на службу нацистской власти и был включен в концертную группу, ему назначили солдатский паёк и разрешили выступать с концертами для местных жителей и немецких солдат. Печковский выступал в Луге, Пскове, Нарве, Таллине, Риге. Из Риги он выезжал с концертами в Вену и Прагу, исполнял романсы, арии из опер, русские народные песни. Слушателями были, по большей части, жившие там русские и местные жители. Выступал он и в лагерях для советских военнопленных.
Немецкая оккупационная пресса подробно описывала гастроли Николая Печковского — так, историк Борис Ковалёв в своей книге «Повседневная жизнь населения России в период нацистской оккупации», приводит следующую цитату из коллаборационисткой газеты «Речь»:

«Артист Мариинского оперного театра Николай Константинович Печковский на днях дал в Пскове три концерта. Псковичи с нетерпением ждали знаменитого русского артиста и чрезвычайно были рады дорогому гостю, порадовавшему население своими прекрасными песнями. Печковский не пожелал следовать с красной ордой, вожди которой несомненно желали иметь при себе такого крупного деятеля искусства. „Я рад служить своему народу и его освободителям — германским воинам“, — говорит Николай Константинович».— «Речь» от 16.09.1942 года
Подходящей личностью для антисоветской работы считал Печковского и коллаборационист генерал А. А. Власов.
Во время одной из его поездок в 1943 году отступавшие немцы вывезли из Карташевской его мать, которая вскоре скончалась и, как ему сообщили, была похоронена в Таллине.
Весной 1944 года в Риге произошла вторая и последняя встреча Печковского с выдающимся русским тенором Дмитрием Смирновым, эмигрировавшим из России в 1920 году. Первая встреча состоялась в 1926 году во время гастролей Смирнова в Ленинграде. 27 апреля 1944 года Д. А. Смирнов скончался в одной из рижских клиник от тяжёлой болезни.
Когда в Ленинграде стало известно о том, что Печковский поёт в тылу у немцев, его жена Таисия Александровна, работавшая в Малом оперном театре, 1 января 1942 года была арестована и отправлена из блокадного Ленинграда сначала в вологодскую тюрьму, а затем в лагерь под Рыбинском, где скончалась осенью 1942 года от голода и болезни. Погиб и его приёмный сын Михаил. Печковский ещё до войны заметил актёрские способности в шестнадцатилетнем сыне своих соседей по даче в Карташевской, стал с ним заниматься, а позже с согласия родителей усыновил и устроил в Театр им. Ленсовета под руководством С. Радлова, где Михаил Печковский (Робин) исполнял небольшие роли. В начале войны он был мобилизован и направлен артистом в театр Балтфлота. Его обвинили в попытке перейти линию фронта, чтобы увидеться с отцом, и в феврале 1942 года его расстреляли.

### Приговор
Накануне отступления немцев Печковский скрылся из Риги, а сразу же после освобождения города, 15 октября 1944 года, явился в управление советской контрразведки и 22 октября был доставлен в Москву, где находился в тюрьме до января 1946 года. Особое совещание» приговорило его к 10 годам лагерей по ст. 58-1 «а» УК РСФСР за «сотрудничество с оккупантами», и он был отправлен в Интинский ИТЛ недалеко от шахтёрского городка Инта в Заполярье, хотя и не лишён ордена и звания. Начальство использовало «прибытие» известного артиста, чтобы создать, по примеру других лагерей, театральный коллектив, и поэтому лагерная жизнь, по его воспоминаниям, «напоминала скорее ссылку, так как я пользовался всеми благами вольного гражданина». Ему было поручено художественное руководство лагерной самодеятельностью, которая включала симфонический и духовой оркестры, а также группы: балетную, драматическую, эстрадную и вокальную — всего 100 исполнителей, из которых 75 заключённых и 25 «вольных». Поставил несколько спектаклей, включавших отрывки из опер «Паяцы», «Пиковая дама» и «Кармен», сцены из «Лебединого озера» и «Щелкунчика», романсы в собственном исполнении.
Однако в октябре 1947 года режим содержания резко изменился. Печковского привезли в Москву, где объявили об освобождении, но вместо этого поместили на семь месяцев в одиночную камеру следственного изолятора, затем в Лефортовскую тюрьму, а летом 1950 года переправили в тот же самый лагерь под Интой, определив на «общие работы». Сам он объяснил эти перемены, как и своё заключение, вмешательством министра госбезопасности СССР В. С. Абакумова, с которым много лет назад крупно поссорился. Через год был отправлен в ИТЛ недалеко от Сталино (по другим данным — в Кузбасс), затем, в 1953 году, в ИТЛ под Омском. Большую помощь в этот период Печковскому оказывала давняя поклонница его таланта Евгения Петровна Кудинова, которая разыскала его в 1948 году, передавала продукты и одежду и неоднократно обращалась в партийные и государственные органы с просьбами разобраться в его «деле».

### Освобождение
18 сентября 1954 года Печковский был освобождён без права свободного передвижения по стране. Зачислен в Омскую филармонию солистом и режиссёром. В последующие годы много гастролировал, выступал в концертах и оперных спектаклях в Новосибирске, Свердловске, Казани, Перми, Куйбышеве, Красноярске, Иркутске, Ташкенте,Ужгород, получая каждый раз соответствующее разрешение. Во время гастролей в Одессе получил известие о реабилитации. Приехал в Москву, где был зачислен в штат Всесоюзного гастрольно-концертного объединения (ВГКО).
Вместе со ставшей его женой Евгенией Петровной Кудиновой вернулся в Ленинград и поселился у неё в коммунальной квартире в доме № 44 по 4-й Советской ул. Ему назначили пенсию, выплатили компенсацию за пропавшее имущество. Период с 1941 по 1954 год был оформлен как «отпуск без сохранения содержания». Тем не менее, в Кировский театр его не приняли, он продолжал числиться солистом московского отделения ВГКО. Вскоре, по личному указанию А. Н. Косыгина, им выделили квартиру по улице Союза Печатников в доме № 6.

### Последние годы

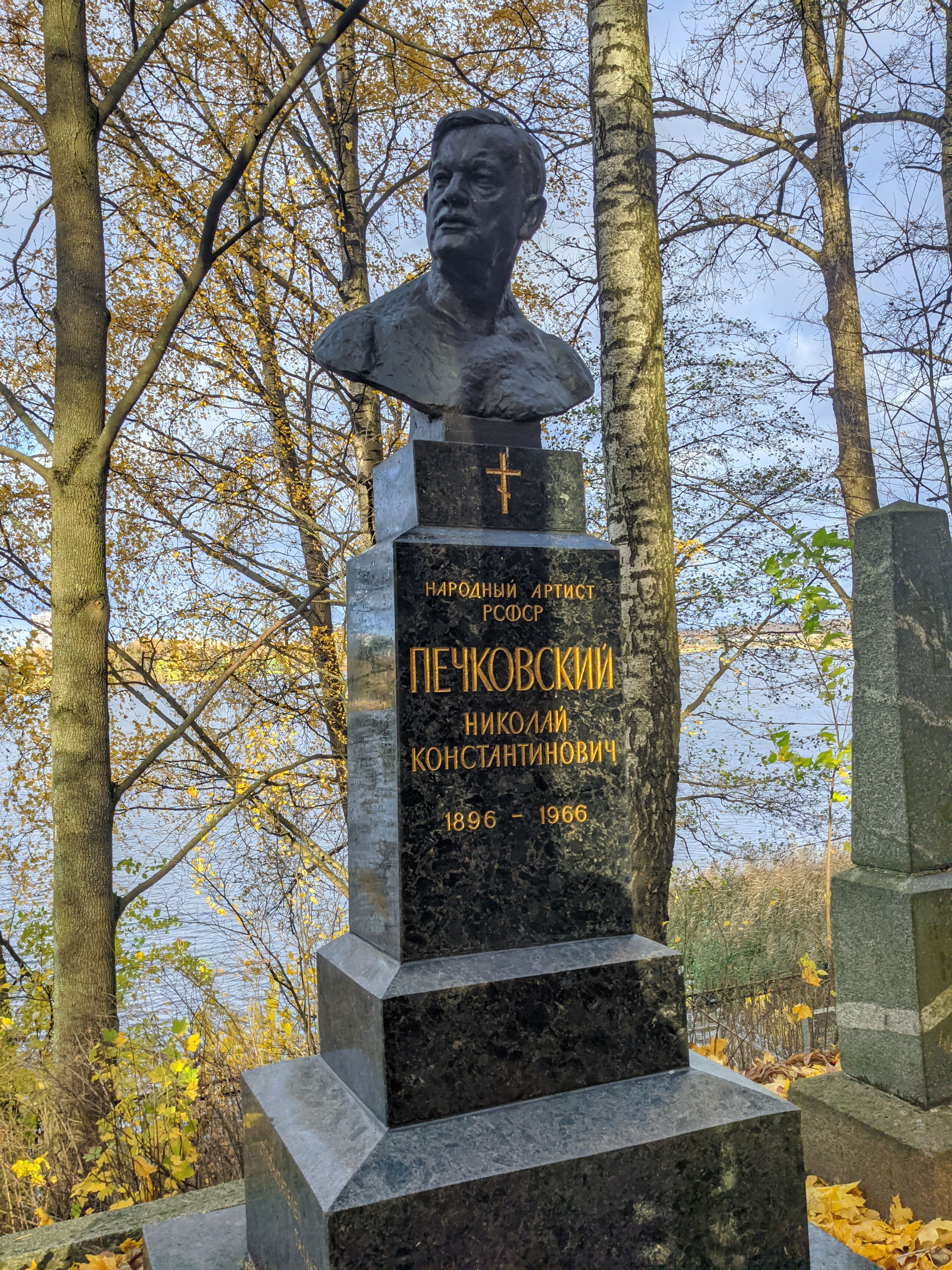
Могила Печковского Николая Константиновича на Шуваловском кладбище

Несмотря на реабилитацию, Печковский не получал для выступлений большие залы Ленинграда. Он выступал в сольных концертах в домах культуры и клубах, гастролировал по стране. В 1956 году взял из детского дома и усыновил мальчика Илью, дал ему музыкальное образование. В 1971 году Илья Николаевич окончил консерваторию по специальности «музыковедение», в дальнейшем стал композитором, умер в 2010 году.
С 1958 года Печковский был художественным руководителем самодеятельной оперной студии в ленинградском Доме культуры им. А. Д. Цюрупы. До последних дней, уже будучи тяжело больным, он не прекращал занятия в студии. Разрешение на свой, оказавшийся последним, концерт в Малом зале Филармонии в 1966 году ему дали только в связи с 70-летием со дня рождения и 50-летием сценической деятельности.
Николай Константинович Печковский скончался от астмы и сердечной недостаточности 24 ноября 1966 года. Отпевание по православному обряду совершил протоиерей Александр Медведский. Он похоронен на Шуваловском кладбище, рядом с могилой матери, останки которой он перевёз из Таллина после возвращения в Ленинград. На постаменте с бюстом артиста высечены слова: «Пусть умер я, но над могилою гори, сияй, моя звезда».

### Память
С 1994 года в Санкт-Петербурге проводится Международный конкурс молодых оперных певцов имени Н. К. Печковского.
В Санкт-Петербурге на доме 4 по Лермонтовскому пр. установлена мемориальная доска с надписью: «В этом доме с 1926 по 1941 год жил великий оперный артист Николай Константинович Печковский».
1994. Арх. Бухаев В. Б., скульптор Аникушин М. К. Гранит, диабаз.

### Адреса в Ленинграде
- 1926—1941 — Лермонтовский проспект, 4.
- С 1956 — ул. Союза Печатников, 6.